# Studený
Studený är en kulle i Tjeckien.   Den ligger i regionen Pardubice, i den östra delen av landet, 150 km öster om huvudstaden Prag. Toppen på Studený är 721 meter över havet, eller 186 meter över den omgivande terrängen. Bredden vid basen är 5,2 km.
Terrängen runt Studený är kuperad åt sydost, men åt nordväst är den platt.Runt Studený är det ganska glesbefolkat, med 43 invånare per kvadratkilometer. Närmaste större samhälle är Ústí nad Orlicí, 18,5 km sydväst om Studený. I omgivningarna runt Studený växer i huvudsak blandskog.